# Desde la cantina Volumen 1
Desde la Cantina Vol. 1 es el segundo álbum en vivo del Grupo Pesado, lanzado a finales del año 2009 bajo el sello Disa / Universal. En este álbum se le rinde homenaje a los grandes exponentes de la música norteña, contando de la misma forma con la participación de muchos de estos artistas homenajeados, interpretando junto a la agrupación nuevas versiones de sus éxitos.
Para rememorar la historia de la música norteña, y en base al título de la producción musical, la grabación se realizó en la cantina del Pilo's Bar ubicado en el municipio de Guadalupe, Nuevo León.

## Antecedentes, grabación y lanzamiento
Previamente el grupo Pesado ya había realizado distintos homenajes a la música regional mexicana. Primero con el álbum ¡...A quien honor merece! lanzado en el año 2000. Otros homenajes recientes se incluyen en el álbum Corridos Defendiendo el Honor, donde se realizaron covers de diversos corridos de la música norteña.
Para la grabación de este álbum se contó con la presencia de personalidades como Teodoro Bello, Juan Salazar, Eliseo Robles, Catarino Leos, Cesáreo Sánchez, Arnulfo López, Lorenzo de Monteclaro, Julián Garza, entre otros.

Se nos está cumpliendo un sueño muy importante, que es el de rendir homenaje a los grandes de la música norteña, además del gusto que nos estamos dando nosotros como admiradores de la música con la que crecimos y escuchamos desde niños, y que ahora nos da de comer.
Pepe Elizondo, segunda voz de Pesado

### Cantina del Pilo's Bar

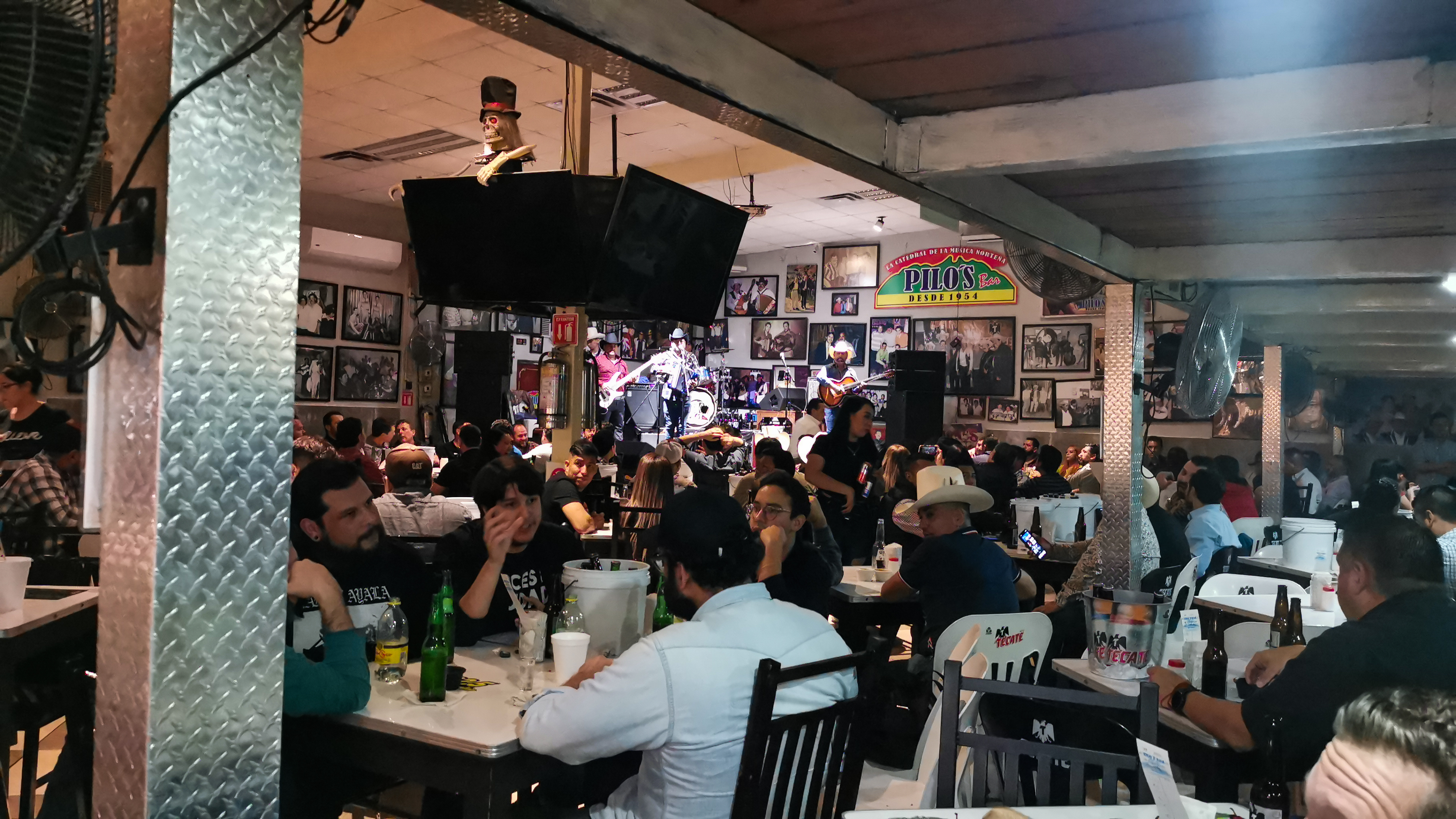
Pilo's Bar, cantina donde se grabó el álbum

La Cantina del Pilo's Bar se fundó en 1954 por Rogelio Elizondo, el nombre de la cantina se debe al apodo por el que era conocido su padre. Desde su inauguración es conocida como "La Catedral de la Música Norteña", algunos artistas como Carlos y José, Luis y Julián y Lalo Mora se presentaban en lugar cobrando cada uno entre $700 y $900.

Montamos todo un estudio de grabación en el bar para hacerlo más real y que se sienta ese gran ambiente de una cantina, al final son temas que nos gustan mucho para agarrar la copa o las carnes asadas.
Beto Zapata

## Lista de canciones
| Pesado Desde la Cantina Volumen 1 |                                                         |                                      |          |  |
| N.º                               | Título                                                  | Escritor(es)                         | Duración |  |
| 1.                                | «Polka la silla» (Narración de Eduardo Alvarado Ginesi) | Antonio Tanguma                      | 0:53     |  |
| 2.                                | «Cielo Nublado (Cielo Nevado)»                          | Calixto Cuevas                       | 3:23     |  |
| 3.                                | «Ingrato Amor»                                          | José Reyes Flores                    | 3:21     |  |
| 4.                                | «Tragos Amargos» (con Eliseo Robles)                    | Freddie Martinez Jesse Salcedo       | 2:59     |  |
| 5.                                | «Mi Cómplice» (con Césareo Sánchez)                     | José Manuel Figueroa                 | 3:04     |  |
| 6.                                | «Abrazado De Un Poste» (con Lorenzo de Monteclaro)      | José Peralta Sánchez                 | 3:13     |  |
| 7.                                | «Prenda Querida» (con Lupe Tijerina)                    | Pablo Reynoso                        | 3:43     |  |
| 8.                                | «Te Creí Decente» (con Kiko Montalvo)                   | Heriberto Aceves                     | 3:10     |  |
| 9.                                | «Abeja Reyna» (con Arnulfo López)                       | King Clave                           | 3:31     |  |
| 10.                               | «Te Vas Ángel Mío» (con Ramiro Cavazos)                 | Benjamín Sánchez Mora Cornelio Reyna | 3:14     |  |
| 11.                               | «Pero Como Voy A Odiarte» (con Catarino Leos)           | Servando Cano                        | 3:57     |  |
| 12.                               | «Mi Casa Nueva» (con Javier Ríos)                       | Servando Cano                        | 2:54     |  |
| 13.                               | «Polka La Silla» (Narración de Eduardo Alvarado Ginesi) | Antonio Tanguma                      | 0:29     |  |
| 37:40                             |                                                         |                                      |          |  |